# Venustiano Carranza (Mexicali)
Venustiano Carranza o Colonia Carranza es una localidad mexicana, del municipio de Mexicali, Baja California, es asiento de la delegación del mismo nombre de dicho municipio y uno de los centros de población más importantes del valle de Mexicali, tenía en el 2010 una población de 6,098 habitantes.

## Toponimia e Historia
El nombre es otorgado a este poblado en homenaje a Venustiano Carranza, expresidente de México, político y participante esclarecido de la revolución mexicana. La Colonia Carranza, surge de un movimiento de agricultores denominado «huelga de los sentados» el cual es posterior al Asalto a las Tierras. «La huelga de los sentados» tuvo como propósito que el gobierno mexicano restituyera los derechos sobre las tierras que algunos agricultores habían trabajado rentándolas a la Colorado River Land Company, finalmente el movimiento tuvo éxito y en junio de 1938, se fundaron varias colonias agrícolas entre las que se encontraba la colonia Venustiano Carranza. La historia de esta colonia agrícola, se entrelaza a otra comunidad del valle de Mexicali, denominada Doctor Alberto Oviedo Mota y conocida como El Indiviso, constituida como ejido en 1959, en donde sin embargo algunos campesinos o ejidatarios no estuvieron conformes con las tierras entregadas por el gobierno, al no ser aptas para la producción agrícola. Algunos agricultores buscaron nuevas tierras fuera del ejido, en 1966 se allegaron a las inmediaciones de la Colonia Carranza, pero algún tiempo después un grupo de ellos fueron arrestados. Para 1970 el gobierno regularizó la tenencia de la tierra y se creó el ejido Alberto Oviedo Mota, popularmente conocido Alberto Oviedo Mota Reacomodo, Oviedo Mota Reacomodo o sencillamente: «El Reacomodo», en parte de los terrenos de la Colonia Carranza. De un modo análogo, se formó el ejido González Ortega #3, popularmente conocido como «El Triquis». Tanto la dotación de solares o predios para uso habitacional de los ejidatarios del ejido Alberto Oviedo Mota Reacomodo como del ejido González Ortega #3, se integraron juntamente a la comunidad o al caserío de la Colonia Venustiano Carranza, sin embargo, y a pesar de que probablemente sea mayor el número de pobladores de los núcleos ejidales de alguno de los dos mencionados ejidos, la localidad tradicional y oficialmente es conocida como Colonia Carranza o Venustiano Carranza. En una de las estrofas de la canción «Puro cachanilla» se menciona: «...su gran colonia Carranza...» frase que se ha convertido en el lema de esta comunidad.

### Error en la nomenclatura o toponimia del INEGI y en Google Maps
En el II Conteo de Población y Vivienda 2005 realizado en México por el INEGI, se atribuyó erróneamente la nomenclatura o toponimia: Alberto Oviedo Mota a la Colonia Venustiano Carranza, sin embargo en el XIII Censo General de Población y Vivienda 2010, ese error fue corregido, tanto en los productos estadísticos como en los cartográficos, no así en el popular servidor de aplicaciones de mapas Google Maps, que aún a inicios de la tercera década del siglo XXI presentaba con respecto a esta localidad, la nomenclatura o toponimia errónea, lo cual promueve la confusión entre la Colonia Carranza, la cual tiene una sección o barrio llamado Alberto Oviedo Mota Reacomodo y el poblado "El Indiviso" que oficialmente se llama Doctor Alberto Oviedo Mota.

## Geografía
Según datos del INEGI, se ubica en las coordenadas 115°10'13" de longitud oeste y 32°13'39" de latitud norte. La Colonia Carranza está comunicada por las carreteras estatales N.º 1 y N.º 4, la primera recorre el poblado de norte a sur y la segunda de este a oeste. El poblado o localidad Colonia Carranza o Venustiano Carranza, está integrado por los núcleos de población de los ejidos González Ortega 3 y Alberto Oviedo Mota Reacomodo además de caserío original de la Colonia agrícola Venustiano Carranza.